# Sadduppa
Sadduppa fou una ciutat del país dels kashka al nord-est d'Hattusa. La seva situació no es coneix. Fou teatre d'una de les dos úniques expedicions que es coneixen contra els kashka del rei Muwatallis II, vers el 1295 aC.